# Anton Hård af Segerstad
Bror Anton Hård af Segerstad, tidigare Malmberg Hård af Segerstad, född 28 december 1985 i Ödeborgs församling i dåvarande Älvsborgs län, är en svensk artist, låtskrivare och musikproducent. Under namnet The Family producerar Anton musik tillsammans med Joy Deb och Linnea Deb. 
Han är son till kördirigenten, rektor Björn Hård af Segerstad och Helene Malmberg. Han tillhör den adliga ätten Hård af Segerstad.
Hård af Segerstad deltog i Idol 2005 där han nådde semifinal.
Som medlem i popbandet Le Kid deltog han i Melodifestivalen 2011 med bidraget "Oh My God" som han skrivit tillsammans med bandmedlemmarna Märta Grauers och Felix Persson. Tillsammans med Niclas Lundin skrev han samma år bidraget "Enemy" som framfördes av Sara Lumholdt. År 2013 skrev han tillsammans med Fredrik Kempe bidraget "Begging", som framfördes av Anton Ewald i Melodifestivalen.
Tillsammans med Linnea Deb och Joy Deb skrev han låten "Heroes" som framfördes av Måns Zelmerlöw. Låten vann både Melodifestivalen 2015 och Eurovision Song Contest 2015.
År 2016 släpptes låten "Oh Lord" med det brittiska bandet MiC LOWRY, låten blev deras debutsingel och skrevs av Anton, Joy Deb, Linnea Deb, Augustine Grant och Phil Collins, då låten innehåller text och musik från Phil Collins "In the Air Tonight".
I maj 2015 i samband med att han blivit far tog han bort Malmberg som mellannamn och heter därmed enbart Anton Hård af Segerstad.
Anton skrev två av de tävlande bidragen i Melodifestivalen 2017. Tillsammans med Linnea Deb, Joy Deb och Ola Svensson skrev han "I Don't Give A" som Lisa Ajax tävlade med. Låten gick till final och slutade på en nionde plats. Han skrev även Loreens bidrag, "Statements", tillsammans med Joy Deb, Linnea Deb och Loreen. "Statements" gick till andra chansen.
I maj 2017 släpptes "Switch" med Iggy Azalea feat. Anitta som Anton producerat.